# Gisèle Freund
Gisèle Freund (19 de diciembre de 1908 - 30 de marzo de 2000) fue una  fotógrafa francesa nacida en Alemania, autora de importantes textos sobre fotografía.

## Biografía
Gisèle Freund nació en Berlín en el seno de una familia acomodada de origen judío, hija de un coleccionista de arte interesado en la obra de Karl Blossfeldt. Ya con quince años pudo disponer de su primera cámara fotográfica, la cual fue un regalo por la finalización de sus estudios secundarios. Se trataba de una Leica que empleó como instrumento de su activismo político comunista. A causa de sus afinidades ideológicas, se vio obligada a abandonar Alemania en 1933, por el escenario político y social que se desarrolló cuando Hitler subió al poder. 
En París, finalizó los estudios de sociología que había comenzado en Fráncfort y se casó con Pierre Blum, en 1937, adoptando la nacionalidad francesa. En 1935 comenzó a colaborar con las revistas Life, Weekly Illustrated y Paris Match. Al iniciarse la Segunda Guerra Mundial se trasladó a Argentina, donde trabajó para la revista Sur junto con Victoria Ocampo y realizó reportajes por diferentes países americanos, tales como Chile, Bolivia, Brasil y Ecuador. Durante esta época, Gisèle Freund también envió colaboraciones a diferentes revistas. 
A lo largo de los años 1950 y 1952, residió en México. Entre 1948 y 1956 trabajó para la agencia Magnum, a partir de su colaboración con Robert Capa, pero la abandonó por divergencias políticas con la dirección luego de que su nombre apareciera en el  Comité de Actividades Antiestadounidenses dirigido por el senador Joseph McCarthy.

### Obra
Su obra fotográfica comenzó con trabajos de fotoperiodismo que hacía de acuerdo con sus ideas políticas. Entre sus primeras grandes producciones, se encuentran un reportaje realizado en 1932 sobre las manifestaciones en la calle, antes de que Hitler estuviese en el gobierno, y un reportaje realizado en 1936 para Life, sobre los efectos de la depresión en Inglaterra. 
También destacaron sus retratos de personas famosas como Virginia Woolf, James Joyce, Colette, André Malraux, Henri Michaux, Michel Leiris, Marguerite Yourcenar, Jean Cocteau, Sartre, Frida Kahlo, Simone de Beauvoir y Samuel Beckett, entre otros. Gisèle Freund empleaba el color para sus foto. En la mayoría de los casos, estas fueron realizadas utilizando carretes de Agfacolor.
Su obra escrita sobre fotografía tuvo bastante relevancia. De ella se destaca, en particular, el libro Photographie et société, titulado en español La fotografía como documento social. Este libro se publicó en los años setenta (1974) y ofrece un análisis integrador del medio. Otras obras escritas anteriormente fueron La Photographie en France au XIXe siècle, Mexique précolombien o Le monde et ma caméra.

### Reconocimientos y muerte
Gisèle Freund ganó diversos premios, a lo largo de su carrera. En 1978, recibió el premio de cultura de la asociación alemana de fotografía y en 1980, el Gran Premio de las artes del Ministerio de Cultura francés. 
Murió de un ataque al corazón en París, el 31 de marzo del año 2000.
La vida y la obra de la fotógrafa fueron recogidas en el documental Gisèle Freund. Portrait intime d’une photographe, realizado por la cineasta Teri Wehn-Damisch en 2019.